# Little Thumb
Little Thumb är en bergstopp i Antarktis. Den ligger i Västantarktis. Argentina, Chile och Storbritannien gör anspråk på området. Toppen på Little Thumb är 825 meter över havet.
Terrängen runt Little Thumb är huvudsakligen kuperad, men åt nordväst är den platt. Havet är nära Little Thumb norrut. Trakten är obefolkad. Det finns inga samhällen i närheten. 